# Arctorthezia vardziae
Arctorthezia vardziae är en insektsart som beskrevs av Hadzibejli 1963. Arctorthezia vardziae ingår i släktet Arctorthezia och familjen vaxsköldlöss. Inga underarter finns listade i Catalogue of Life.